# Перкинс, Кирен
Кирен Джон Перкинс (англ. Kieren John Perkins; род. 14 августа 1973, Брисбен) — австралийский пловец. Специализировался в плавании вольным стилем на средних дистанциях (400, 800 и 1500 метров). Он участвовал в трёх Олимпийских играх.
Дебютировал в составе сборной страны на Играх Содружества 1990 и завоевал серебряную медаль в заплыве на 1500 метров. Он доминировал на данной дистанции с 1992 по 1998 год.
«Молодой австралиец года» (1992).